# Octaspidiotus australiensis
Octaspidiotus australiensis är en insektsart som först beskrevs av Kuwana in, Kuwana och Muramatsu 1931.  Octaspidiotus australiensis ingår i släktet Octaspidiotus och familjen pansarsköldlöss. Inga underarter finns listade i Catalogue of Life.